# 2 Engel & Charlie
2 Engel & Charlie ist ein deutsches DJ- und Produzentinnen-Duo.

## Hintergrund
2 Engel & Charlie ist ein DJ- und Produzentinnen-Duo aus Berlin. Sie treten mit neonpinken Masken und leichter Bekleidung auf. Musikalisch spielen und legen sie schnellen EDM auf und verwenden in ihren Songs laute Chorgesänge, die sie selbst einsingen. Sie traten erstmals 2022 in die Öffentlichkeit und kollaborierten unter anderem mit Finch, Tream, DJ Robin, Harris & Ford sowie HBz. Sie stehen bei Jinx Music unter Vertrag.
Mit dem Track Tattoo zusammen mit Finch und HBz erreichten sie 2023 erstmals die deutschen Singlecharts, die zweite Chartplatzierung erreichten sie 2024 mit Erinner mich, eine weitere Kollaboration mit HBz.

## Diskografie
Singles
- 2022: Amsterdam (mit Harris & Ford)
- 2022: Goethe
- 2022: Sahara
- 2022: High sein (mit HBz)
- 2022: Lauch (mit DJ Robin)
- 2023: Ruinen dieser Welt (mit Harris & Ford und Outsiders)
- 2023: Tattoo (mit Finch und HBz)
- 2023: Deine Augen (mit Tream)
- 2023: Masochist (mit Finch)
- 2024: Erinner mich (mit HBz)
- 2024: Runaway (U&I) (mit Zombic & AHM)
- 2024: Blau (mit Harris & Ford)
- 2024: Zoo (mit Valexus)
- 2024: Bisschen Spaß (mit HBz & Lizot)
- 2024: Ok na gut (mit Harris & Ford)
- 2024: Price Tag (mit Noisetime)
- 2024: Saphir (mit Lotus & Yamas)
- 2024: Geiles Leben (mit HBz & Stevio)
- 2024: Nicht nach Hause (mit Jebroer & Lunax)
- 2024: Santa schenk mir was
- 2025: Explodiert (mit Harris & Ford)
- 2025: Was im Club passiert
- 2025: Kein Idol (mit HBz & Finch)